# Пескасероли
Пескасероли (итал. Pescasseroli) је насеље у Италији у округу Л'Аквила, региону Абруцо.
Према процени из 2011. у насељу је живело 2224 становника. Насеље се налази на надморској висини од 1153 м.

## Становништво
Према резултатима пописа становништва 2011. у општини је живело 2.227 становника.
| 1931. | 1936. | 1951. | 1961. | 1971. | 1981. | 1991. | 2001. | 2011. |
| ----- | ----- | ----- | ----- | ----- | ----- | ----- | ----- | ----- |
| 3.003 | 3.095 | 2.773 | 2.565 | 2.441 | 2.208 | 2.207 | 2.130 | 2.227 |

## Партнерски градови
- Фођа
- Кандела
- Кастелан